# Head Start
Head Start ist ein Programm für Kompensatorische Erziehung in den USA. Es sollte vor allem die Bildungschancen für Kinder aus sozial schwachen Familien verbessern und ihre Resilienz steigern. Head Start wurde 1965 im Rahmen der Great Society Sozialreform von Präsident Lyndon B. Johnson und unter Mithilfe von Daniel Patrick Moynihan begonnen.
Das Folgeprojekt Follow Through des U.S. Office of Education und Office of Economic Opportunity war die bisher weltweit größte Studie im Bildungswesen. Es begann im Jahre 1967 als Teil von Präsident Johnsons Krieg gegen die Armut und dauerte bis 1995.

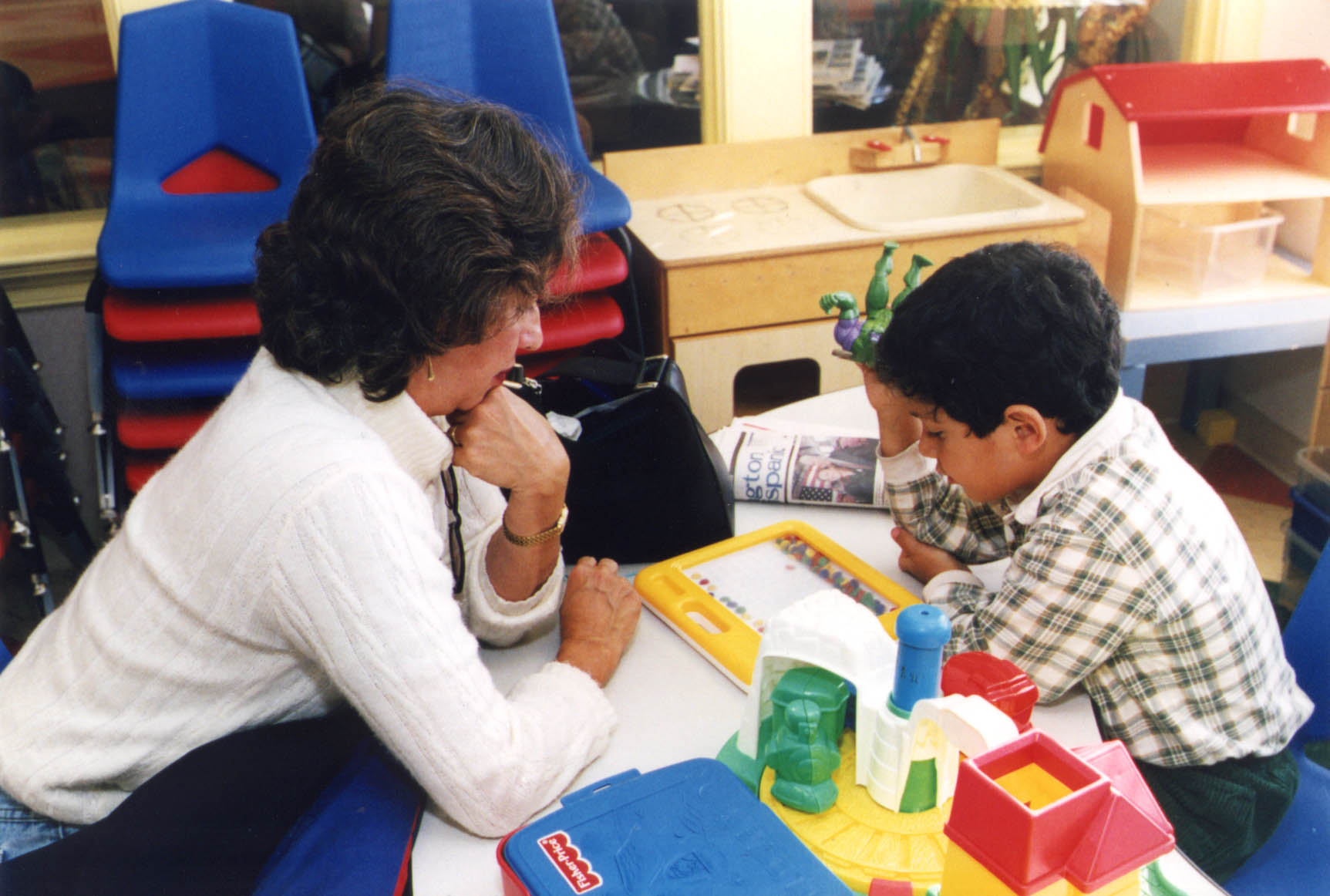
Einzelbetreuung eines Vorschülers
in den USA

Die damalige First Lady Lady Bird Johnson besucht eine Head Start Klasse, 1966

## Das Programm
Head Start ist eines der ältesten Programme kompensatorischer Erziehung weltweit; es ist auch eines der größten und teuersten Programme dieser Art.
Ziel von Head Start ist es, unterprivilegierte Kinder und Kinder aus bildungsfernen Schichten und benachteiligten Vierteln zu fördern, um Bildungsbenachteiligung abzubauen und mehr Chancengerechtigkeit herzustellen. Außerdem sollten oft soziale Probleme wie Kriminalität, Drogenkonsum, Alkoholismus, Sozialhilfeabhängigkeit usw. bekämpft werden, teils auch unter Einbeziehung der Eltern. Spezielle Programme wenden sich an benachteiligte Gruppen, wie zum Beispiel an Kinder mit einer Migrationsgeschichte.
Bisher haben in den USA insgesamt etwa 24 Millionen Vorschüler daran teilgenommen (Stand: April 2007). Im Jahre 2006 nahmen über 909.000 Kinder bzw. mitbetreute Familien an Head Start teil; das Budget betrug mehr als 6,7 Milliarden US-Dollar. Es gibt insgesamt über 200.000 bezahlte Head-Start-Betreuer sowie über 130.000 ehrenamtliche Betreuer. Zurzeit finden insgesamt etwa 1.600 Head-Start-Projekte in den USA statt.

## Verschiedene Head-Start-Programme
Es gibt drei verschiedene Head-Start-Programme, die auf unterschiedliche Problemstellungen ausgerichtet sind. Sie unterscheiden sich wie folgt:
Early Head StartUnterstützt werdende Mütter aus der Unterschicht bereits während der Schwangerschaft, Kleinkinder sowie Geschwister aus unterprivilegierten Familien. Es kann sowohl als Kindertageseinrichtung oder als Hausbesuche + Gruppentreffen organisiert werden. Es gibt Erziehungskurse für Mütter/Väter und Beratungskurse für Eltern, z. B. mit Drogen- oder Alkoholproblemen. Die Eltern sollen in ihrer Erziehungskompetenz gestärkt werden und mehr über die Bedürfnisse ihres Kindes erfahren. Head-Start-Mitarbeiter beraten außerdem bei Problemen in der Partnerschaft, finanziellen und Gesundheitsproblemen.
Head StartBietet Unterstützung für Kinder aus unterprivilegierten Familien. Dazu zählen Hilfe bei den Hausaufgaben, Besuche von Museen und kulturellen Ereignissen, Lesenachmittage, Kochnachmittage und vieles mehr.
Migrant and Seasonal Head StartBietet Head-Start-Programme für Kinder von Migranten und Saisonarbeitern.

## Übertragungsbemühungen auf Deutschland
In den 1970er Jahren bemühte sich der Berliner Schulpsychologe Schüttler-Janikulla mit seinen Vorschulmappen um ähnliche Problemkinder, nicht nur in Kreuzberg. Das 1. Deutsche Fernsehen brachte die Sendung mit der Maus in gleicher Absicht.

## Erfolge und Kritik
Die Erfolge von Head Start sind nicht unumstritten. Beispielsweise wurde hervorgehoben, eine längerfristige Wirkung der Förderung der Kinder durch das Head Start Programm entstehe nur bei gleichzeitiger Verbesserung der Familiensituation und der Beziehungen zur Nachbarschaft . Mehrere Untersuchungen und unabhängig voneinander erstellte Studien in den USA führten zu unterschiedlichen Bewertungen:
Studien, die Head Start als erfolglos ansehenDer Wirtschaftswissenschaftler Steven Levitt und der Journalist Stephen J. Dubner sehen Head Start in ihrem Buch Freakonomics: A rogue economist explores the hidden side of everything (2005) als erfolglos an. Es könnten keine Langzeiterfolge durch Head Start nachgewiesen werden.
Studien mit gemischten ErgebnissenMagnuson, Ruhm und Waldfogel (2004) kommen zu dem Schluss, dass Head Start die mathematischen Fähigkeiten und Lesefähigkeiten steigert, aber auch zu Verhaltensproblemen führt. Sie stellen ebenfalls fest, dass die mathematischen Fähigkeiten und Lesefähigkeiten von Head-Start-Kindern sich gegen Ende der ersten Klasse denen der Kinder angleichen, die nicht an Head Start teilgenommen haben; die Verhaltensprobleme aber bestehen bleiben.
Es konnte nachgewiesen werden, dass die größten Erfolge durch Head Start bei den Kindern erreicht werden, die zu Hause am wenigsten Hilfe bekommen.
Currie und Thomas (1995) konnten bei weißen Kindern stärkere und länger anhaltende Effekte feststellen als bei schwarzen und hispanischen Kindern.
Studien, die Head Start als Erfolg ansehenDatta (Datta, 1976; und Lee u. a., 1990) fasste 31 Studien über Head Start zusammen. Diese kamen zu dem Ergebnis, dass der IQ der Head-Start-Kinder signifikant höher war als der IQ vergleichbarer Kinder, die nicht an Head Start teilnahmen. Nachdem die Kinder in die Schule gekommen waren, wurde der Unterschied zwar kleiner, blieb jedoch bestehen. Die amerikanische Regierung bezog sich bei ihrer Evaluation von Head Start unter anderem auf diese Studie.
Werner (1997) wertete Head Start als Erfolg. Es vermindert Lernprobleme unter jüngeren Kindern sowie auch Drogensucht und Straffälligkeiten bei Jugendlichen.
Congressional Impact StudyDiese Studie wurde im Auftrag des amerikanischen Kongresses durchgeführt (aktuell 2005). Es zeigte sich, dass Head-Start-Kinder kleine bis mittlere Vorteile gegenüber Kindern hatten, die an einem anderen Vorschul-Programm teilnahmen. Je früher ein Kind teilnahm, desto mehr Nutzen zog es aus dem Programm.